# Straelen
Straelen település Németországban, azon belül Észak-Rajna-Vesztfália tartományban. Lakosainak száma 16 544 fő (2023. december 31.).

## Népesség
A település népességének változása:
| Lakosok száma | 10 759 | 16 020 | 16 114 | 16 232 | 16 365 | 16 544 |
|               | 1975   | 2017   | 2019   | 2021   | 2022   | 2023   |